# Porto (Cabañas)
Porto o San Martín de Porto (llamada oficialmente San Martiño de Porto) es una parroquia, un lugar y una aldea española del municipio de Cabañas, en la provincia de La Coruña, Galicia.

## Entidades de población
Entidades de población que forman parte de la parroquia:
- Costa (A Costa)
- A Pena do Pico
- Modias (As Modias)
- Lodeiro
- Madalena
- Batán (O Batán)
- Chao da Aldea (O Chao da Aldea)
- Pudrical (O Pudrical)
- O Rego
- Val (O Val)
- Porto, formado por la unión de las aldeas de:
  - La Torre (A Torre)
  - Cardeita
  - Porto
- Porto Mahón
- Sobor Darriba (Sobre da Riba)

También aparecen en el noménclator, pero no en el INE:
- Hilario Ruiz (O Vinteún)
- O Chao
- A Lousada
- O Piñeiro

## Despoblado
- Barreiro

## Demografía

### Parroquia
| Gráfica de evolución demográfica de Porto (parroquia) entre 2000 y 2018 |
|                                                                         |
| Datos según el nomenclátor publicado por el INE.                        |

### Lugar
| Gráfica de evolución demográfica de Porto (lugar) entre 2018 y 2019 |
|                                                                     |
| Datos según el nomenclátor publicado por el INE.                    |

### Aldea
| Gráfica de evolución demográfica de Porto (aldea) entre 2018 y 2019 |
|                                                                     |
| Datos según el nomenclátor publicado por el INE.                    |

## Monumentos
Su monumento más significativo es su iglesia, en honor a San Martín. La iglesia data del siglo XVIII (1788), fue mandada edificar por el arzobispo de Santiago Bartolomé Rajoy y Losada. Su planta es rectangular y dentro cuenta con algunas obras neoclásicas. En el frontón se puede observar una representación del santo.
Otras obras importantes son la capilla del Buen Jesús y el Pazo de Frayán.